# Sinyang-gun
Sinyang-gun (koreanska: 신양군) är en kommun i Nordkorea.   Den ligger i provinsen Södra P'yŏngan, i den centrala delen av landet, 80 km nordost om huvudstaden Pyongyang.